# GJ 1214
GJ 1214 is een rode dwergster in het sterrenbeeld Slangendrager.
De ster straalt 3x minder fel dan en heeft een grootte van 0,2x de zon. GJ 1214 bevindt zich op 47,75 lichtjaar van het zonnestelsel. Op 16 december 2009 is er een exoplaneet ontdekt die rond de ster draait en ten opzichte van de Aarde voor de ster langs trekt. De planeet GJ 1214b is een superaarde met 2,7x de diameter en 6,5x de massa van de Aarde.